# Liste der Wasserschutzgebiete im Landkreis Karlsruhe
In der Liste der Wasserschutzgebiete im Landkreis Karlsruhe sind Wasserschutzgebiete (WSG) im Landkreis Karlsruhe in Baden-Württemberg aufgeführt. Sie ist nach den offiziellen WSG-Nummern sortiert. In den Wasserschutzgebieten gelten für die Gewässer (Grundwasser, oberirdische Gewässer) besondere Ge- und Verbote, um das Wasser vor Verunreinigungen zu schützen. Die für die Wasserschutzgebiete zuständige Dienststelle ist das Landratsamt des Landkreises Karlsruhe.
Diese Liste ist Teil der übergeordneten Liste der Wasserschutzgebiete in Baden-Württemberg und erhebt keinen Anspruch auf Vollständigkeit.

## Geschichte
Der Landkreis Karlsruhe macht jährlich Angaben zur Entwicklung der Nitratkonzentrationen in den einzelnen Wasserschutzgebieten und erlässt für das folgende Jahr entweder Auflagen für Landwirte oder lockert bisherige Bewirtschaftungsauflagen auf der Grundlage der seit 1988 geltenden Schutzgebiets- und Ausgleichsverordnung (SchALVO) des Landes Baden-Württemberg. Diese Verordnung wurde zum 1. März 2001 novelliert. Neben der Einhaltung bestimmter Nitrat-Boden-Werte, die jährlich vom 15. Oktober bis 15. November gemessen werden, ist im Rahmen der SchALVO unter anderem vorgeschrieben, dass in den Wasserschutzgebieten Düngung und Pflanzenschutzmaßnahmen nach guter fachlicher Praxis erfolgen müssen, um das Grundwasser vor Beeinträchtigung durch Stoffeinträge aus der Landbewirtschaftung zu schützen.

## Wasserschutzgebiete im Landkreis Karlsruhe
Grundlage: Daten aus dem Umweltinformationssystem (UIS) der LUBW Landesanstalt für Umwelt Baden-Württemberg

| WSG-Nr. | WSG-Name                                                       | Hauptgemeinde            | Lage | Fläche (Hektar) | Datum (Rechtsverordnung) | Bild          |
| ------- | -------------------------------------------------------------- | ------------------------ | ---- | --------------- | ------------------------ | ------------- |
| 215001  | WSG ZV Gruppenwasserversorgung Hohberg                         | Kronau                   | ⊙    | 1045,16         | 1966-12-01               |               |
| 215003  | WSG Dettenheim                                                 | Graben-Neudorf           | ⊙    | 319,89          | 1967-05-08               |               |
| 215004  | WSG Graben-Neudorf                                             | Graben-Neudorf           | ⊙    | 208,69          | 1967-05-10               |               |
| 215005  | WSG Linkenheim-Hochstetten                                     | Linkenheim-Hochstetten   | ⊙    | 256,90          | 1979-06-07               |               |
| 215008  | WSG Bruchsal, OT Heidelsheim                                   | Bruchsal                 | ⊙    | 2448,38         | 2015-11-19               |               |
| 215018  | WSG Ettlingen, OT Ettlingenweier                               | Ettlingen                | ⊙    | 97,25           | 1962-07-20               |               |
| 215019  | WSG Ettlingen, Brudergartenquellen                             | Ettlingen                | ⊙    | 129,20          | 1972-12-15               |               |
| 215022  | WSG Ettlingen, OT Oberweier                                    | Malsch                   | ⊙    | 233,25          | 1974-06-14               |               |
| 215024  | WSG Pfinztal, OT Wöschbach                                     | Walzbachtal              | ⊙    | 4,59            | 1965-10-01               |               |
| 215025  | WSG Pfinztal, OT Söllingen                                     | Pfinztal                 | ⊙    | 0,65            | 1969-10-20               |               |
| 215027  | WSG Malsch, Kaufmannsbrunnen                                   | Malsch                   | ⊙    | 160,79          | 1982-07-30               |               |
| 215028  | WSG ZV Neudorf-Huttenheim                                      | Philippsburg             | ⊙    | 360,45          | 1980-09-17               |               |
| 215030  | WSG Rheinstetten, OT Neuburgweier                              | Rheinstetten             | ⊙    | 74,41           | 1982-02-22               |               |
| 215032  | WSG Zaisenhausen, Mörsbach und Claffenbrunnen                  | Zaisenhausen             | ⊙    | 435,05          | 2006-05-29               |               |
| 215033  | WSG Kürnbach                                                   | Kürnbach                 | ⊙    | 284,25          | 1983-11-24               |               |
| 215034  | WSG Ettlingen, OT Schöllbronn                                  | Ettlingen                | ⊙    | 657,11          | 1982-01-18               |               |
| 215035  | WSG Ettlingen, Grundwasserwerk                                 | Ettlingen                | ⊙    | 393,80          | 1966-11-02               |               |
| 215036  | WSG Eggenstein-Leopoldshafen, WW Eggenstein                    | Karlsruhe                | ⊙    | 208,49          | 1966-03-25               |               |
| 215037  | WSG ZV Mitelhardt, OT Blankenloch                              | Stutensee                | ⊙    | 419,27          | 1970-12-15               |               |
| 215039  | WSG Oberderdingen, Siebenbrunnen                               | Oberderdingen            | ⊙    | 484,85          | 1983-12-13               |               |
| 215040  | WSG Oberhausen-Rheinhausen                                     | Waghäusel                | ⊙    | 178,46          | 1984-10-29               |               |
| 215041  | WSG Malsch, OT Waldprechtsweier                                | Gaggenau                 | ⊙    | 169,19          | 1984-05-07               |               |
| 215042  | WSG Kraichtal, OT Münzesheim, Kindlesbrunnen                   | Kraichtal                | ⊙    | 309,89          | 1984-11-15               |               |
| 215043  | WSG Kraichtal, OT Oberacker, Gänselbrunnen                     | Kraichtal                | ⊙    | 107,79          | 1984-11-15               |               |
| 215044  | WSG Kraichtal, OT Landshausen, Schloßbrunnenguelle             | Kraichtal                | ⊙    | 170,90          | 1984-10-18               |               |
| 215045  | WSG ZV Bodensee WV-Gemeinde Dettenheim, Linkenheim-Hochstetten | Dettenheim               | ⊙    | 5369,40         | 1985-03-28               |               |
| 215047  | WSG Stadt Karlsruhe, WW Mörscher Wald                          | Ettlingen                | ⊙    | 3889,91         | 1996-08-01               | Mörscher Wald |
| 215048  | WSG Walzbachtal - Innere Wittumaecker und Jöhlingen            | Walzbachtal              | ⊙    | 377,26          | 2016-12-08               |               |
| 215102  | WSG Eggenstein-Leopoldshafen, Tiefgestade                      | Eggenstein-Leopoldshafen | ⊙    | 102,40          | 2006-10-10               |               |
| 215107  | WSG Oestringen, OT Odenheim                                    | Östringen                | ⊙    | 807,12          | 1998-08-20               |               |
| 215150  | WSG Malsch, Stockäcker und Speckäcker                          | Malsch                   | ⊙    | 567,45          | 2004-09-28               |               |
| 215152  | WSG Weingarten-Walzbachtal-Jöhlingen                           | Walzbachtal              | ⊙    | 1168,69         | 2003-03-10               | Jöhlingen     |
| 215174  | WSG ZV Mittelhardt, Stutensee/Friedrichstal                    | Stutensee                | ⊙    | 521,75          | 2009-11-23               |               |
| 215202  | WSG ZV Kraichbachgruppe                                        | Ubstadt-Weiher           | ⊙    | 476,54          | 2018-05-16               |               |
| 215205  | WSG Bretten, Bauschlotter Platte                               | Bretten                  | ⊙    | 7192,24         | 1992-09-07               | Bretten       |
| 215207  | WSG Rheinstetten, OT Forchheim                                 | Rheinstetten             | ⊙    | 204,77          | 1988-07-21               | Epplesee      |
| 215208  | WSG Philippsburg, Pfriemenfeld, Mühlfeld                       | Waghäusel                | ⊙    | 1792,99         | 1998-07-30               |               |
| 215249  | WSG ZV Lußhardtgruppe                                          | Ubstadt-Weiher           | ⊙    | 1494,36         | 2020-11-04               |               |
| 215290  | WSG Bruchsal Karlsdorf-Neuthard                                | Weingarten (Baden)       | ⊙    | 2184,13         | 2020-10-02               |               |